# SM UB-21
SM UB-21 – niemiecki jednokadłubowy okręt podwodny typu UB II zbudowany w stoczni Blohm & Voss w Hamburgu w roku 1915. Zwodowany 26 września 1915 roku, wszedł do służby w Kaiserliche Marine 18 lutego 1916 roku. W czasie swojej służby, SM UB-21 odbył 26 patroli, w czasie których zatopił 33 statków o łącznej pojemności 36 764 BRT. Służbę rozpoczął w I Flotylli 14 kwietnia 1916 roku, 1 lutego 1916 roku został przeniesiony do II Flotylli.

## Budowa
Okręt SM UB-21 należał do typu UB-II, który był następcą typu UB I. Był średnim jednokadłubowym okrętem przeznaczonymi do działań przybrzeżnych, o prostej konstrukcji, długości 36,13 metrów, wyporności w zanurzeniu 263 BRT, zasięgu 6450 Mm przy prędkości 5 węzłów na powierzchni oraz 45 Mm przy prędkości 4 węzły w zanurzeniu. W typie II poprawiono i zmodernizowano wiele rozwiązań, które były uważane za wadliwe w typie I. Zwiększono moc silników, pojedynczy wał zastąpiono dwoma.

## Służba
Pierwszym dowódcą okrętu został 20 lutego 1916 roku mianowany Ernst Hashagen, wcześniej dowodzący SM UC-10. 18 lutego 1916 roku okręt został przydzielony do I Flotylli. Pierwsze zwycięstwo jednostka odniosła 5 maja 1916 roku podczas patrolu po Morzu Północnym, UB-21 zatrzymał i zatopił poprzez podłożenie ładunków wybuchowych szwedzki żaglowiec „Herald” o pojemności 275 BRT.
20 października 1916 roku w czasie kolejnego patrolu po Morzu Północnym UB-21 zatrzymał i zatopił trzy statki. Szwedzki „Lekna (204 BRT), norweski „Randi” (467 BRT) oraz szwedzki „Svatvik” (322 BRT).
10 września 1917 roku okręt został przydzielony do V Flotylli, w której służył do 29 kwietnia 1918 roku.
27 listopada 1917 roku na miejsce kapitana Ernsta Hashagena, który po urlopie objął dowództwo SM U-62, został mianowany Oberleutnant zur See Franz Walther. Pierwszym zatopionym statkiem pod dowództwem Walthera był zbudowany w 1882 roku, brytyjski parowiec „Lady Ann” o pojemności 1016 BRT, który płynął z ładunkiem węgla z Sunderland do Rochester. W wyniku ataku, 3 mile na południowy wschód od Scarborough, śmierć poniosło 11 członków załogi. 9 września 1917 roku Walther został zastąpiony przez Oberleutnant zur See Waltera Schefflera. Pod jego dowództwem UB-21 zatopił 6 statków o pojemności 7288 BRT oraz jeden uszkodził o pojemności 3734 BRT. 29 kwietnia 1918 roku ostatnim dowódcą UB-21 został mianowany Bruno Mahn, a okręt został przydzielony ponownie do I Flotylli. 10 maja 1918 roku operując u wschodnich wybrzeży Wielkiej Brytanii w okolicach Hartlepool UB-21 zatopił hiszpański statek „Anboto Mendi”. Zbudowany w 1907 roku parowiec o pojemności 2114 BRT płynął z ładunkiem rudy żelaza z Sagunto do Middlesbrough. 7 października 1918 roku UB-21 został przeniesiony do Flotylli treningowej. Po zakończeniu działań wojennych został przekazany Royal Navy 24 listopada 1918 roku. Zatonął w czasie holowania do Wielkiej Brytanii w 1920 roku.